# 王恩荣
王恩荣（？—？），自称是太原郡晋阳县（今山西省太原市）人，北魏侍御中散王桥的孙女，尚书令、镇东大将军、中山宣王王叡的女儿，封晋阳县君。

## 生平
王恩荣与自己的妹妹分别嫁给了嫁给李冲的侄子李蕤及李恢的儿子李华，举行婚礼前，两人先进入皇宫之中，礼节大致就如同公主、诸王之女出嫁的仪式。冯太后亲自驾临太华殿，让王恩荣与她的妹妹暂时停在婚帐中。王叡与张祐在冯太后身旁陪坐，王叡的亲属、李蕤及李华两家的男女列队站于东西廊下，等到两人上了婚车，冯太后一直送过半路。当时的人私下都说是天子、太后嫁女儿。

## 家族

### 子女
- 李该，长子，北魏散骑常侍、安东将军、广州刺史
- 李义慎，第二子，北魏司空属
- 李义真，第三子，北魏通直散骑常侍
- 李义远，第四子，北魏国子博士
- 李义邕，第七子，北魏中书侍郎、太常少卿